# The Big Bang (film, 1989)
Pour les articles homonymes, voir Big Bang (homonymie).
Pour plus de détails, voir Fiche technique et Distribution.
The Big Bang est un film américain de James Toback, sorti en 1989.

## Synopsis
Des anonymes et des célébrités sont invitées à répondre à des questions philosophiques sur le sens de la vie.

## Fiche technique
- Titre : The Big Bang
- Année : 1989
- durée : 81 minutes
- Pays : États-Unis
- Langues : anglais, français
- Format : Couleur, son mono.
- Production : American Playhouse

## Distribution
- Emma Astner : la fille
- Missy Boyd : La mère
- Max Brockman : Le garçon
- Darryl Dawkins : Le basketteur
- Eugene Fodor : le violoniste
- Polly Frost : L'artiste
- Veronica Geng : L'humoriste
- Julius Hemphill : le jazzman
- Fred Hess : L'astronome
- Elaine Kaufma : La restauratrice
- Sheila Kennedy : Le mannequin
- Anne Marie Keyes : Le philosophe
- Charles Lassiter : Le peintre
- Marcia Oakley : L'étudiante en médecine
- Jack Richardson : L'écrivain
- Don Simpson : Le cinéaste
- Tony Sirico : Lui-même
- José Torres : Le boxeur
- Barbara Traub : La survivante
- Joseph H. Kanter : Le producteur
- James Toback : Le narrateur/interviewer

## Récompenses
- Nomination pour le prix de la critique au Festival de Deauville, 1990.